# Плугушорул

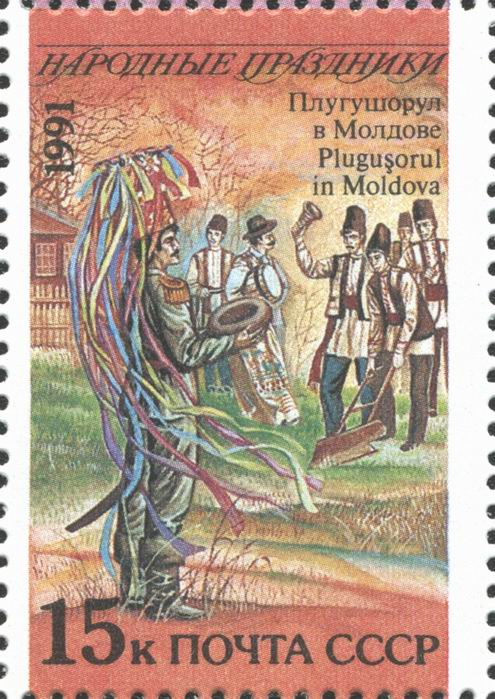
Плугушорул — радянська поштова марка 1991 р.

Боронування з плугом або з биком, Плугушорул, як його називають у народі, є давнім аграрним звичаєм, який досі практикується, як правило, у Молдові. Напередодні Нового року, а в багатьох місцях і на Новий рік, група бідняків, що складається з чотирьох-двадцяти молодих хлопців або недавно одружених чоловіків, які ходять від хати до хати, щоб побажати із Плугушорулом або «оглядини», як вони говорять у Молдові. Із Плугушорулом діти також вітають і сьогодні.